# Metoda podziału operatora
Metoda podziału operatora – w mechanice kwantowej podstawowa metoda numeryczna rozwiązywania równania Schrödingera zależnego od czasu. Polega na zastąpieniu potencjału w równaniu Schrödingera jego postacią spróbkowaną.
Niech równanie Schrödingera zależne od czasu będzie dane w ogólnej postaci {\displaystyle (\hbar =1){:}}
{\displaystyle {\hat {H}}{\big |}\psi (t)\rangle =i{\tfrac {\partial }{\partial t}}{\big |}\psi (t)\rangle ,}
gdzie:
{\displaystyle {\hat {H}}={\hat {T}}+{\hat {V}}}
z ogólnym rozwiązaniem
{\displaystyle |\psi (t)\rangle =e^{-i{{\int \limits _{0}^{t}H(\tau )}d\tau }}|\psi (0)\rangle .}
Wtedy zastępujemy potencjał potencjałem spróbkowanym
{\displaystyle V(t)\approx \sum _{n=-\infty }^{+\infty }{\delta (t-n\Delta t)}V(t)\Delta t.}
Umożliwia to scałkowanie równania dokładnie w każdym przedziale pomiędzy funkcjami {\displaystyle \delta }
tzn.
{\displaystyle |\psi (t)\rangle =e^{-i{\hat {V}}(0)\Delta t/2}e^{-i{\hat {T}}\Delta t}e^{-i{\hat {V}}(\Delta t)\Delta t}...e^{-i{\hat {T}}\Delta t}e^{-i{\hat {V}}(n\Delta t)\Delta t/2}|\psi (0)\rangle .}
Każdy z kroków w tym wyrażeniu jest łatwy do wykonania numerycznie. Aby jeszcze obniżyć błąd, pomija się energię kinetyczną dla członu zerowego, tzn. w chwili {\displaystyle t=0} oraz w zerowym i ostatnim członie używa się połowy potencjału.